# Dilmun
 (septembre 2019).
Si vous disposez d'ouvrages ou d'articles de référence ou si vous connaissez des sites web de qualité traitant du thème abordé ici, merci de compléter l'article en donnant les références utiles à sa vérifiabilité et en les liant à la section « Notes et références ».
Sauf précision contraire, les dates de cet article sont sous-entendues « avant l'ère commune », c'est-à-dire « avant Jésus-Christ ».

Localisation des principaux sites et régions de la partie orientale du Moyen-Orient dans la seconde partie du, dont le pays de Dilmun.

Dilmun (en sumérien kur.dilmun.na ; Tilmun en akkadien ; en grec ancien Τήλος, Tếlos) est un pays mentionné durant toute l’histoire de la Mésopotamie ancienne, depuis le IIIe millénaire av. J.-C. jusqu'au milieu du Ier millénaire av. J.-C.. Il est situé d'après les textes dans le golfe Persique, sur une route commerciale d’importance entre Mésopotamie et Indus, en bord de mer, à proximité de sources artésiennes. On s'accorde pour le localiser plus précisément dans l'île de Bahreïn, et aussi l’île de Failaka, située au Koweït, voire dans les territoires côtiers du nord-est de la péninsule Arabique, comme l'île de Tarout. L'appellation pourrait correspondre à une fédération, réelle ou fictive, selon les époques, de petits ports de transit existant dès les époques plus anciennes.

## Dilmun dans les sources écrites

### Sources antiques mésopotamiennes

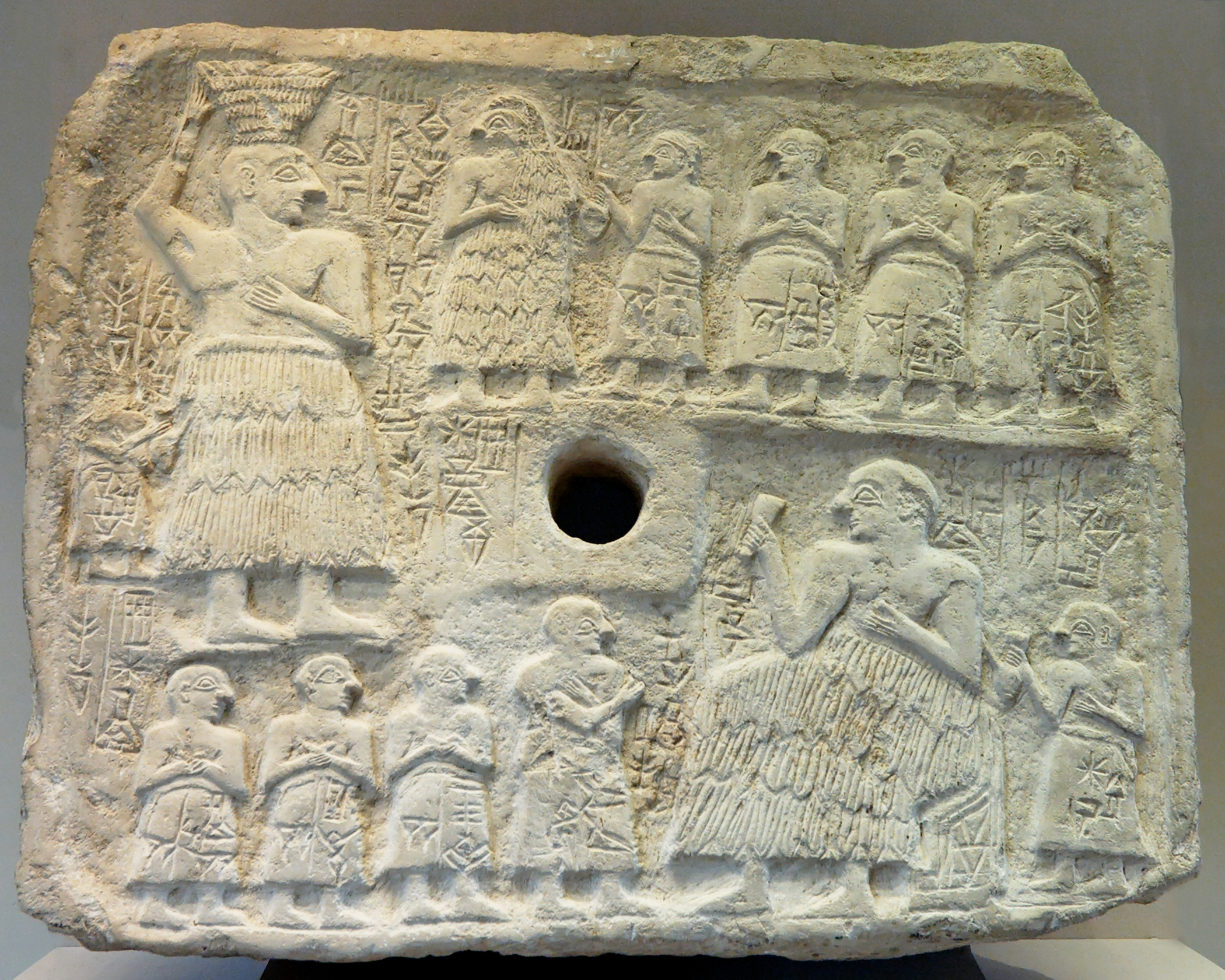
Plaque votive de Ur-Nanshe (roi de Lagash, Mésopotamie) vers -2550.

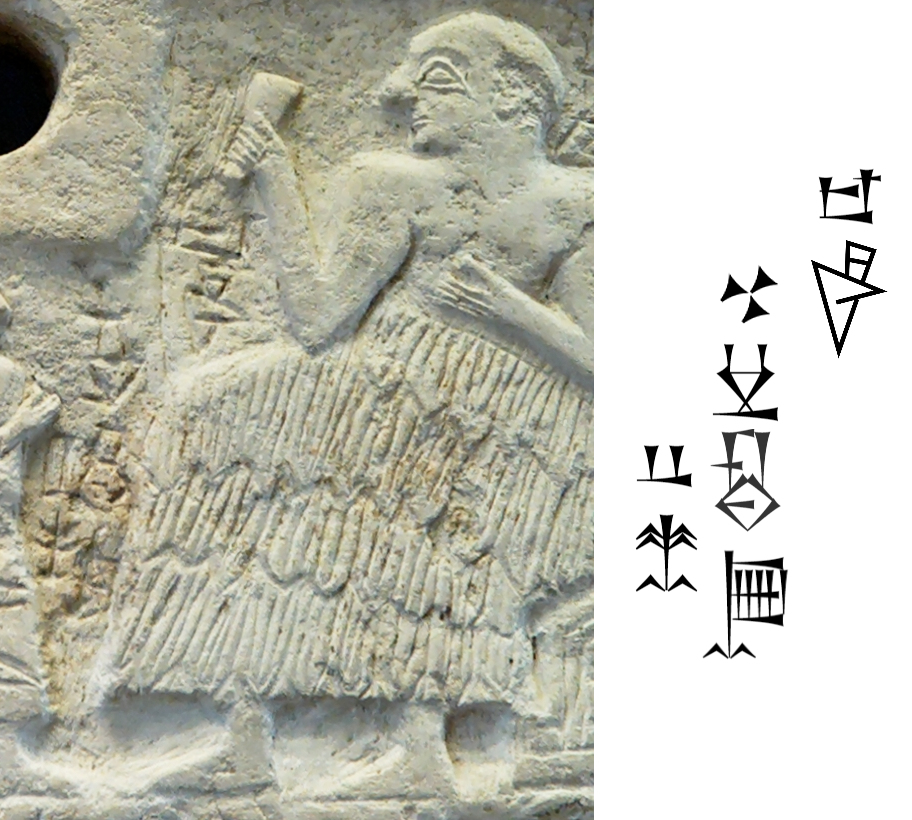
Inscription : bateau de Dilmun avec une cargaison de bois pour lui.

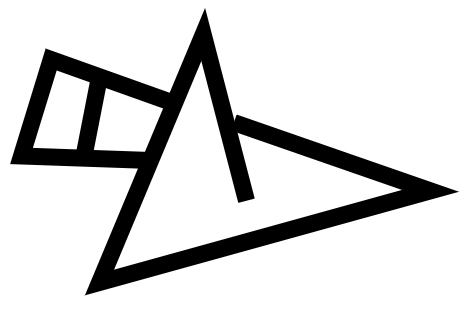
Pictogramme Dilmun.

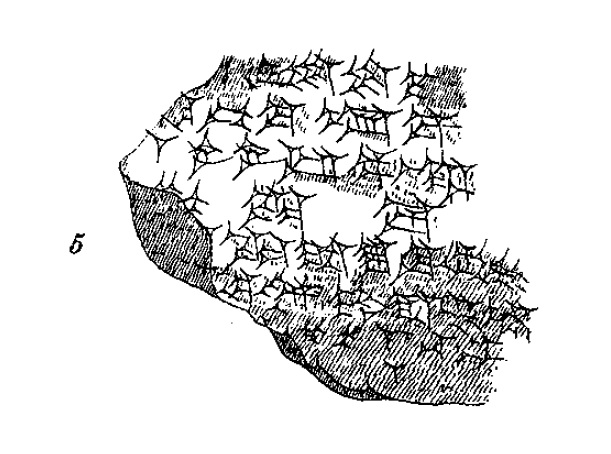
Correspondance entre Ilī-ippašra (gouverneur de Dilmun) et Enlil-kidinni (gouverneur de Nippur), vers 1350 av. J.-C.

Dilmun est attestée dans des tablettes d'Uruk datées de la fin du IVe millénaire av. J.-C..
L'île est mentionnée dans une inscription du roi Ur-Nanshe de Lagash (XXVe siècle). Environ un siècle plus tard, la reine Baranamtarra du même royaume reçoit des présents de la part de la reine de Dilmun, ce qui indique qu'il y a des relations diplomatiques entre les deux royaumes.
Dilmun est ensuite mentionné tout au long de l'histoire mésopotamienne, essentiellement dans des textes traitant des échanges à longue distance. On a retrouvé à Ur et Larsa les archives de marchands des XIXe-XVIIIe siècles spécialisés dans le commerce avec Dilmun. Ce pays pourvoit les royaumes mésopotamiens en bois, en pierres précieuses et en cuivre. Il s'agit en fait de produits venant d'autres régions, comme Magan (Oman), d'où vient le cuivre, ou Meluhha (la vallée de l'Indus), qui transitent par Dilmun. Du fait de cette importance, les rois mésopotamiens ont toujours tenu à garder de bonnes relations avec Dilmun, quand ils ne s'en sont pas carrément arrogé le contrôle, comme cela semble être le cas sous les rois kassites de Babylone, Assarhaddon, Assurbanipal ou plus tard aux époques néo-assyrienne et néo-babylonienne.
Dilmun est aussi mentionnée dans des textes mythologiques mésopotamiens : dans Enki et Ninhursag, qui attribue la création de cette île au dieu Enki, qui en fit un pays d'abondance ; dans le mythe mésopotamien du Déluge, le héros Ziusudra y fut établi par les dieux, avec son épouse.
Dilmun est conquis par l'empire Assyrien en -709.

## Sources archéologiques
Les recherches archéologiques dans le nord-est du golfe Persique ont trouvé des preuves de l'épanouissement de la civilisation de Dilmun, et de son importance comme plaque tournante du commerce international dans cette région.
A Bahreïn, le site le plus important est celui de Qalaat al Bahrain, situé au nord de l'île. Ses plus anciens niveaux remontent au milieu du IIIe millénaire. Une importante quantité de sceaux y a été retrouvée, preuve de l'importance du commerce dans cette île.

À environ, 4 km plus à l'ouest, trois temples associés à la culture de Dilmun ont été exhumés dans le village de Barbar.
Sur l'île de Failaka, on a retrouvé une culture matérielle semblable à celle de Bahrein, avec davantage d'objets mésopotamiens (sceaux-cylindres, céramiques), ce qui indiquerait que ce lieu servait de point de contact entre Dilmun et la Mésopotamie. Dans les niveaux de la première moitié du Ier millénaire de Failaka, une stèle écrite par Nabuchodonosor II, et un bol voué par ce même roi au temple local, prouvent alors une mainmise babylonienne sur ce lieu.
L'île de Tarut, située plus au sud, a été aussi un port de transit entre les deux régions.

## Tylos
Après le VIe siècle, on perd toute information sur Dilmun. Avec le passage de Néarque à la tête de la flotte d'Alexandre le Grand, réapparaît dans les sources historiques la référence au golfe Persique. Les Grecs ne s'arrêtent cependant pas à Bahreïn, mais à Failaka, où une colonie est établie. Depuis l'époque hellénistique jusqu'aux débuts de la conquête musulmane, Dilmun réapparaît dans les textes hellénistiques sous le nom grec de Tylos (Bahreïn).

## Gerrha
Après le VIe siècle, à Dilumn succède le royaume arabe de Gerrha, approximativement de -650 à 300 apr. J.-C.. Le royaume, attaqué par Antiochos III le Grand en 205-204 av. J.-C., semble avoir survécu. L'époque de la chute de Gerrha est encore inconnue, mais la zone est sous contrôle perse sassanide après 300 apr. J.-C. Les Perses Sassanides s'en emparent sous le règne de Chapour II, et en gardent le contrôle jusqu'à la conquête musulmane, au VIIe siècle de notre ère.

### Articles de synthèse
- (en) Daniel T. Potts, « Dilmun », dans Eric M. Meyers (dir.), Oxford Encyclopaedia of Archaeology in the Ancient Near East, vol. 2, Oxford et New York, Oxford University Press, 1997, p. 162-163
- Brigitte Lion, « Dilmun », dans Francis Joannès (dir.), Dictionnaire de la civilisation mésopotamienne, Paris, Robert Laffont, 2001, p. 233-235
- (en) Daniel T. Potts, « The Archaeology and Early History of the Persian Gulf », dans Lawrence G. Potter (dir.), The Persian Gulf in History, New York, Palgrave Macmillan, 2009, p. 27-56
- (en) Gianni Marchesi, « Tilmun (Dilmun). A. Philologisch », dans Reallexikon der Assyriologie und Vorderasiatischen Archäologie, vol. XIV, 2015, p. 50-52
- (en) Daniel T. Potts, « Tilmun (Dilmun). B. Archäologisch », dans Reallexikon der Assyriologie und Vorderasiatischen Archäologie, vol. XIV, 2015, p. 52-54

### Études spécialisées
- (de) Geoffrey Bibby, Dilmun. Die Entdeckung der ältesten Hochkultur. Rowohlt, Reinbek 1973  (ISBN 3-498-00440-9) ; trad. fr. : Dilmoun. La découverte de la plus ancienne civilisation, Paris, Calmann-Lévy, 1973.
- (en) Geoffrey Bibby, Looking for Dilmun, Londres, Stacey International, 2001 (ISBN 978-0905743905)
- (en) D.T. Potts, The Arabian Gulf in Antiquity (Vol 1 - From Prehistory to the Fall of the Achaemenid Empire), Oxford, Clarendon Press, 1990 (ISBN 978-0198143918)
- (en) D.T. Potts, The Arabian Gulf in Antiquity (Vol 2 - From Alexander the Great to the Coming of Islam), Oxford, Clarendon Press, 1990 (ISBN 978-0198143901)
- Pierre Lombard (dir.), Bahreïn : la civilisation des deux mers : de Dilmoun à Tylos, Paris, Institut du Monde Arabe, 1999
- Bahreïn : la civilisation des deux mers, Dijon, coll. « Dossiers d'archéologie, Hors série » (no 7), janvier 1999.
- (en) Robert Carter, « The Sumerians and the Gulf », dans Harriet Crawford (dir.), The Sumerian World, Londres et New York, Routledge, 2013, p. 579-599